# 스페이스 트래블
스페이스 트래블(Space Travel)은 태양계에서의 여행을 시뮬레이트한 게임으로, 1969년 켄 톰프슨이 개발한 초기의 비디오 게임이다. 플레이어는 2차원 모델의 태양계 주변으로 우주선을 비행시킨다. 다양한 행성들과 달들로 착지하는 것 외에는 특별한 임무는 없다. 플레이어는 우주선을 움직이고 회전시킬 수 있으며 시뮬레이션의 규모를 조정함으로써 전반적인 속도를 조정할 수 있다. 우주선은 천체의 가장 강력한 중력에 의해 영향을 받는다.
이 게임은 비디오 게임의 초기 역사에서 상업적인 비디오 게임 산업의 상승이 있기 전 벨 연구소에서 개발되었다. 1969년 멀틱스 운영 체제에서 G2 635 컴퓨터의 GECOS 운영 체제로 이식되었다. 이후 PDP-7 컴퓨터로 이식되었다.